# الهينانة (بعدان)

تعديل مصدري - تعديل

الهينانة محلة تابعة لقرية سارة، التابعة لعزلة المشكي بمديرية بعدان إحدى مديريات محافظة إب في الجمهورية اليمنية، بلغ تعداد سكانها 124 حسب تعداد اليمن لعام 2004.